# Iagodina, Smolean
Iagodina (în bulgară Ягодина) este un sat în comuna Borino, regiunea Smolean,  Bulgaria. 

## Demografie
Componența etnică a satului Iagodina
     Nicio identificare (21,35%)
     Bulgari (78,64%)
     Altele (0%)
La recensământul din 2011, populația satului Iagodina era de 501 locuitori. Din punct de vedere etnic, majoritatea locuitorilor (78,64%) erau bulgari. Pentru 21,35% din locuitori nu este cunoscută apartenența etnică.